# Папафило, Николай
Николай Папафило (даты жизни неизвестны, жил в середине XVIII века) — магистр словесных наук (1758), преподаватель Московского университета.
Был лектором итальянского и греческого языков в Московском университете. Упоминается в списке лекций на 2 половину 1757 года (указывалось, что он будет сначала преподавать итальянский, а затем и греческих риторов) и на 1758 год, но в списке на 1759 года его уже нет. В гимназии он также обучал итальянскому и основам греческого. Не добившись из-за противодействия Шувалова звания экстраординарного профессора, Папафило 31 мая 1762 года уехал за границу. Известно, что его ученик Егор Булатницкий перевёл на русский язык и издал в 1760 году «Итальянскую грамматику» Верони.
Иногда предпринимаются попытки отождествить его с «Папафилой», у которого Санкт-Петербургская академия в 1747 году купила гравированные доски. В этом случае о нём известно, что он был венецианским греком, приехавшим в Вену и в 1740 году оказавшимся в России через русского посланника.